# Auguste Daumain
Auguste Daumain  é um ciclista francês. Atuou profissionalmente entre os anos de 1903 a 1905.
Foi membro da equipe de ciclismo Peugeot em 1904 e da Saving em 1905, ambas francesas.

## Participações no Tour de France
- Tour de France 1904 : 6º na classificação geral

## Olimpíadas
Participou pela equipe de ciclismo da França nas Olimpíadas de 1900. Foi medalhista olímpico recebendo o bronze na prova de 25.000 metros (tempo 29:36.2*).